# Coredo
Coredo är en ort och frazione i kommunen Predaia i provinsen Trento i regionen Trentino-Sydtyrolen i Italien. 
Coredo upphörde som kommun den 1 januari 2015 och bildade med den tidigare kommunen Smarano, Taio, Tres och Vervò den nya kommunen Predaia. Den tidigare kommunen hade 1 630 invånare (2014).